# Kąty Rybackie
Kąty Rybackie is een dorp in de Poolse woiwodschap Pommeren. De plaats maakt deel uit van de gemeente Sztutowo en telt 712 inwoners.